# GD Graphics Library
GD Graphics Library è una libreria scritta da Thomas Boutell e altri per la manipolazione dinamica di immagini. Scritta in C, è in grado di generare immagini GIF, JPEG, PNG, e BMP. Il supporto per l'output in formato GIF è stato rimosso nel 1999 in seguito alla revoca dell'anti brevetto che consentiva l'uso della compressione LZW nel software non commerciale. Quando il brevetto è poi scaduto, il 7 luglio 2004, GIF è stato reinserito tra i formati supportati.
GD può creare immagini composte da linee, archi, testo (utilizzando i font), altre immagini e colori multipli. Nella versione 2.0 è stato aggiunto il colore per le immagini truecolor, canale alfa, resampling dell'immagine e altre funzioni.
GD supporta numerosi linguaggi di programmazione tra i quali il C, PHP, Perl, OCaml, Tcl, Lua, Pascal e REXX. Esiste inoltre uno strumento chiamato fly che consente di accedere a GD da qualsiasi linguaggio attraverso la riga di comando.
Il suo maggior impiego è quello abbinato a PHP, una versione modificata di GD è presente in PHP 4.3 e superiori che include funzioni aggiuntive.